# Phanaeus flohri
Phanaeus flohri är en skalbaggsart som beskrevs av Nevinson 1892. Phanaeus flohri ingår i släktet Phanaeus och familjen bladhorningar. Inga underarter finns listade i Catalogue of Life.